# Brás de Ornelas da Câmara
Brás de Ornelas da Câmara (Angra, 10 de fevereiro de 1642 — Lisboa, 18 de maio de 1709) exerceu o cargo de capitão do donatário da Praia (ilha Terceira) de 1665 até 1709.

## Biografia
Brás de Ornelas da Câmara era filho primogénito de Francisco de Ornelas da Câmara. Moço fidalgo da Casa Real, foi capitão numa das companhias organizadas na Praia para socorrer o Reino de Portugal na Guerra da Restauração em 1658. Ainda nesse ano de 1658, foi feito cavaleiro da Ordem de Cristo, e em 1660, tornar-se-ia capitão-mor da Praia, em substituição de seu pai que à época havia assumido o governo do Castelo de São João Baptista do Monte Brasil.
No mesmo ano, foi sucessor, por mercê própria, da comenda de São Salvador de Penamacor. Com o falecimento de seu pai, dirigiu-se a Lisboa, em posse da carta régia de concessão da Praia a seu pai datada de 1663, para reivindicar a posse. Foi bem-sucedido, conseguindo carta própria que regulava o seu usufruto, datada de 3 de setembro de 1665. Durante o tempo que aguardou que a capitania da Praia ficasse vaga para sua posse, recebeu, por carta régia, uma renda anual de 300 mil réis.
Em 1667, o corregedor de Angra dirigiu-se em pessoa à Praia, onde ocorrera uma eleição comandada por Brás, e a alegou nula. Com sua jurisdição contestada, se contentou a receber a renda anual prometida pela carta régia até seu falecimento, em 1709. 
Em 1669, dirigiu-se a Lisboa, sob alegação de que iria defender seus direitos na Corte, mas lá residiu durante todo o resto de sua vida, gozando de uma vida privilegiada. A capitania vagou depois que faleceu, e só receberia novo donatário em 1715, na figura de Luís António de Basto Barém.
É uma interessante figura de fidalgo da segunda metade do século XVII, podendo-se afirmar que não soube continuar os esforços do pai para manter a grandeza da sua família. Foi feito cavaleiro da Ordem de Cristo, em 1660, comendador de São Salvador de Pernambuco, da mesma ordem, por sucessão em vida do pai, e familiar do Santo Ofício no mesmo ano e, ainda, capitão-mor da Praia, cargo em que substituiu o pai, mantendo uma tradição familiar.
Por carta régia de 2 de dezembro de 1665, foi declarado capitão-do-donatário da capitania da Praia, que seu pai havia recebido em mercê e paga de seus serviços, ainda que por compra, mas que não chegou a ocupar. Teve graves conflitos de jurisdição com o corregedor, em 1667, o que esteve na base da sua retirada para o reino, onde veio a falecer solteiro, inviabilizando a manutenção da capitania na família Ornelas da Câmara, desígnio pelo qual esta havia lutado ao longo do século XVII. Deixou, porém, um filho natural que está na origem da conhecida família portuguesa Infante da Câmara.